# Liste der Gouverneure von Rondônia

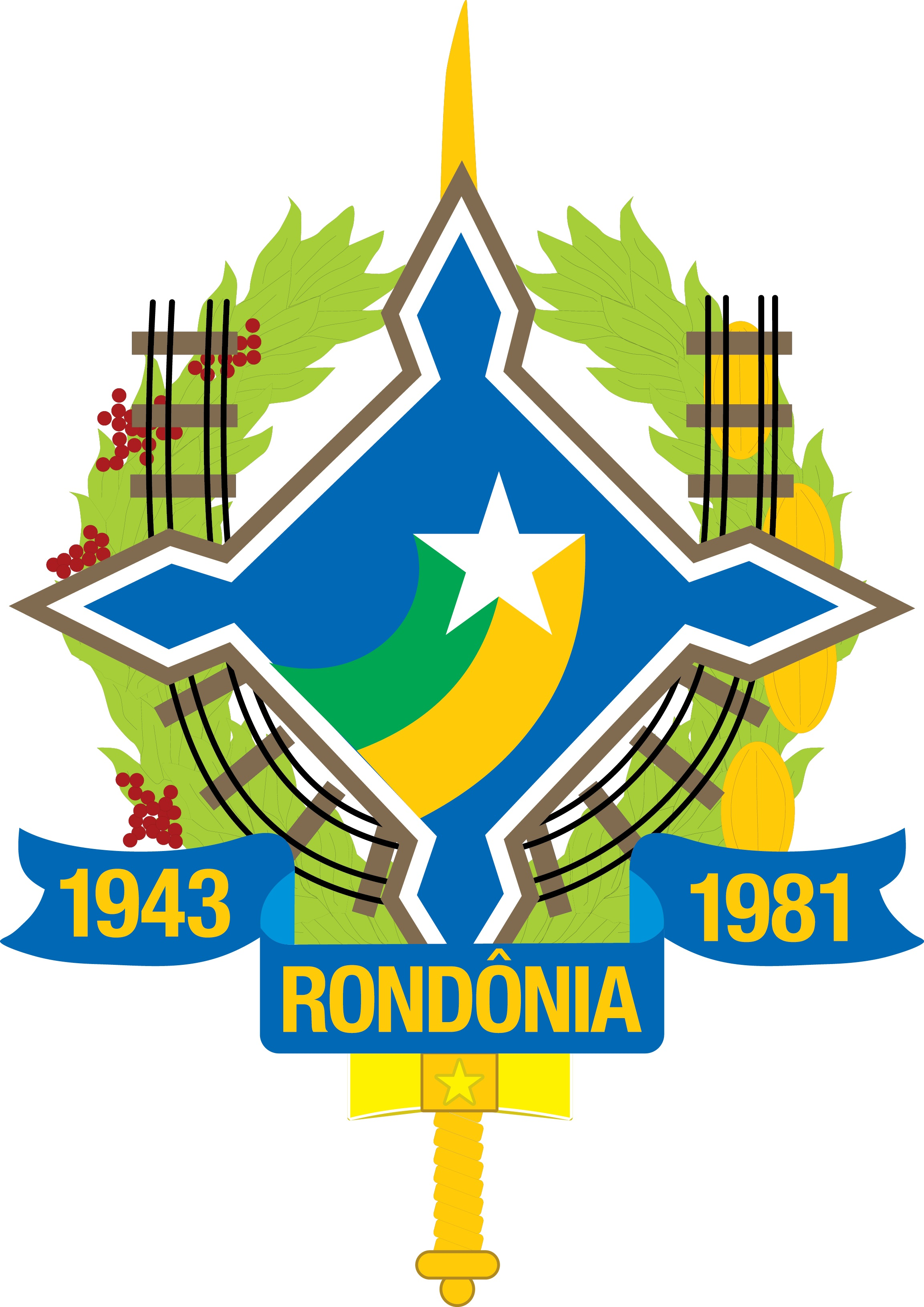
Wappen von Rondônia

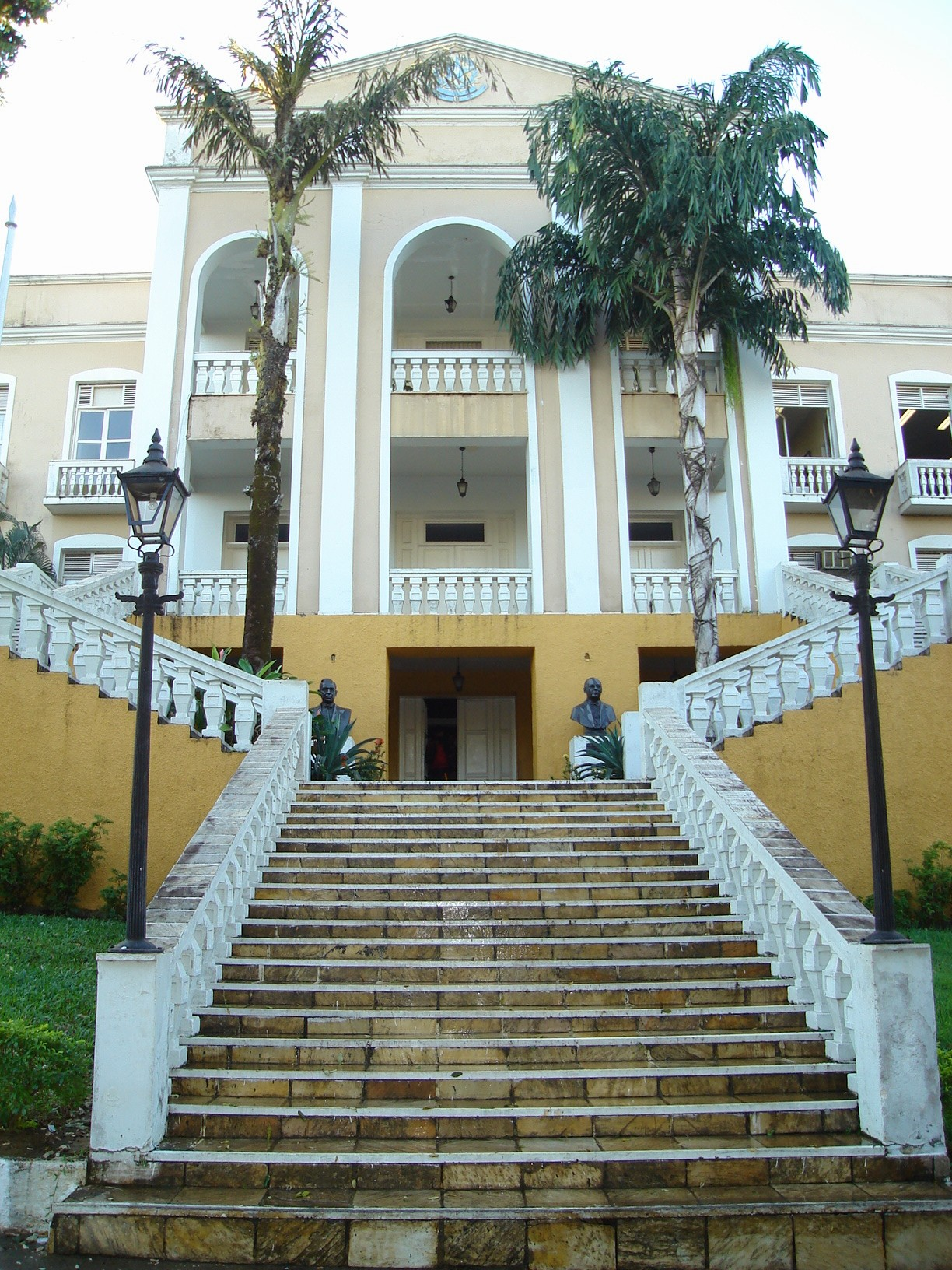
Palácio Getúlio Vargas in Porto Velho, früherer Amtssitz

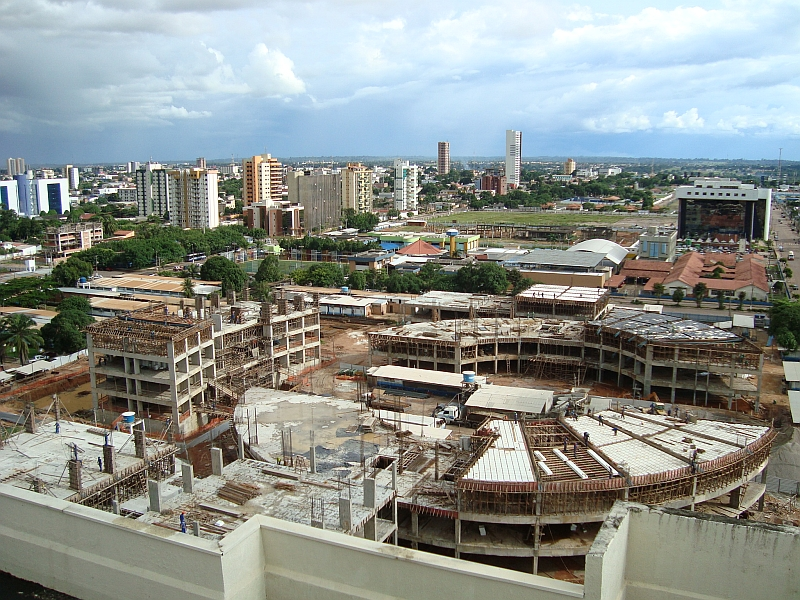
Palácio Rio Madeira in Porto Velho während der Bauphase, 2009

Die Liste der Gouverneure von Rondônia gibt einen Überblick über die Gouverneure des brasilianischen Bundesstaats Rondônia.
Amtssitz des Zivilgouverneurs ist seit 2015 der Palácio Rio Madeira in Porto Velho.
Am 13. September 1943 wurde durch das Gesetz Nr. 5.812 das Território Federal do Guaporé, deutsch Bundesterritorium Guaporé, gegründet. Es wurde am 17. Februar 1956 zu Ehren von Cândido Rondon durch das Gesetz Nr. 21.731 zum Território Federal de Rondôndia, deutsch Bundesterritorium Rondônia. Am 4. Januar 1982 wurde Rondônia zu einem eigenen Bundesstaat und bestimmt seine Politik selbst.
Bei den Wahlen 1986 konnte mit Jerônimo Santana zum ersten Mal ein Gouverneur in Rondônia in freier und direkter Wahl gewählt werden.

## Staat Rondônia (seit 1982)
| Nr. | Name                       | Bild | Partei   | Beginn der Amtszeit | Ende der Amtszeit |
| --- | -------------------------- | ---- | -------- | ------------------- | ----------------- |
| 1   | Jorge Teixeira de Oliveira |      | PDS      | 4. Jan. 1982        | 10. Mai 1985      |
| 2   | Ângelo Angelim             |      | PMDB     | 10. Mai 1985        | 15. März 1987     |
| 3   | Jerônimo Santana           |      | PDS      | 15. März 1987       | 15. März 1991     |
| 4   | Osvaldo Piana Filho        |      | PTR      | 15. März 1991       | 1. Jan. 1995      |
| 5   | Valdir Raupp               |      | PMDB     | 1. Jan. 1995        | 1. Jan. 1999      |
| 6   | José Bianco                |      | PFL      | 1. Jan. 1999        | 1. Jan. 2003      |
| 7   | Ivo Cassol                 |      | PSDB PPS | 1. Jan. 2003        | 31. März 2010     |
| 8   | João Aparecido Cahulla     |      | PPS      | 31. März 2010       | 1. Jan. 2011      |
| 9   | Confúcio Moura             |      | PMDB     | 1. Jan. 2011        | 5. Apr. 2018      |
| 10  | Daniel Pereira             |      | PSB      | 5. Apr. 2018        | 1. Jan. 2019      |
| 11  | Marcos Rocha               |      | PSL      | 1. Jan. 2019        | amtierend         |